# Bardoňovo
Bardoňovo (in ungherese Barsbaracska) è un comune della Slovacchia facente parte del distretto di Nové Zámky, nella regione di Nitra.